# Carol Lawrence
Pour les articles homonymes, voir Lawrence.
Carol Lawrence, née Carol Maria Laraia le 5 septembre 1932 à Melrose Park (Illinois) aux États-Unis, est une actrice, chanteuse et danseuse américaine.

## Biographie
Elle a tenu le rôle principal de Maria dans la Comédie musicale West Side Story à sa création en 1957 à Broadway.

## Filmographie partielle

### Cinéma
- 1962 : Vu du pont de Sidney Lumet : Catherine
- 1993 : Amore! de Lorenzo Doumani : La directrice de casting #1

### Télévision
- 1959 et 1962 : The United States Steel Hour (en) (série télévisée) : Gabrielle / Lily Tobin
- 1961 : The Enchanted Nutcracker (téléfilm) : Natalie
- 1961 : General Electric Theater (série télévisée) : Rachel
- 1963 : La Grande Caravane (Wagon Train) (série télévisée) : Princesse Mei Ling
- 1963 : Breaking Point (en) (série télévisée) : Evelyn Denner
- 1965 : Rawhide (série télévisée) : Maria Vasquez
- 1965-1966 : Match pour la vie (Run for Your Life) (série télévisée) : Rosinha Fielding / Kate Pierce
- 1966 : Combat ! (série télévisée) : Ann Tinsley
- 1967 : Le Fugitif (The Fugitive) (série télévisée) : Reina Morales
- 1968 : Kiss Me Kate (en) (téléfilm) : Lilli Vanessi / 'Katherina'
- 1969 : Les Règles du jeu (The Name of the Game) (série télévisée) : Janice Ridgely
- 1969-1970 : The Red Skelton Show (série télévisée) : Hélène de Troie / Une fille de saloon
- 1971 : Sarge (en) (série télévisée) : Carol Sato
- 1971 : The Courtship of Eddie's Father (série télévisée) : Irena Kosnova
- 1971 : The Bold Ones: The Lawyers (série télévisée) : Norma Hazelwood
- 1971 et 1974 : Médecins d'aujourd'hui (Medical Center) (série télévisée) : Flora McCrae / Mme Grayson
- 1973 : Hawaï police d'État (Hawaii Five-0) (série télévisée) : Margo
- 1973 : Docteur Marcus Welby (Marcus Welby, M.D.) (série télévisée) : Adele Robbins
- 1974 : L'Homme qui valait trois milliards (The Six Million Dollar Man) (série télévisée) : Dr Clea Broder
- 1974 : Kung Fu (série télévisée) : Ada
- 1974 : Mannix (série télévisée) : Kelly
- 1978 : Three on a Date (téléfilm) : Joan
- 1978 : L'Été de la peur (Summer of Fear) (téléfilm) : Leslie Bryant
- 1978 : L'Île fantastique (Fantasy Island) (série télévisée) : Rachel Kincaid
- 1978 : Greatest Heroes of the Bible (série télévisée) : Bathsheba
- 1979 et 1981 : La croisière s'amuse (The Love Boat) (série télévisée) : Marcy McGuire / Barbara Gosford
- 1980 : Mr. and Mrs. Dracula (série télévisée) : Sonia Dracula
- 1981 : Jacqueline Susann's Valey of the Dolls (téléfilm) : Miriam
- 1981 : The Girl, The Gold Watch & Dynamite (téléfilm) : Sarah Ann Beaumont
- 1982 : Matt Houston (série télévisée) : Valeska Debrekan
- 1984 : Simon et Simon (série télévisée) : Carla Forrest
- 1984, 1986, 1989 et 1995 : Arabesque (Murder She Wrote) (série télévisée) : Candice Drake / Rachel D'Argento / Silvana Bertolucci / Stella Knight
- 1985 : Hôtel (série télévisée) : Ada Brenner
- 1989-1990 : Sauvés par le gong (Saved by the Bell) (série télévisée) : Miss Wentworth
- 1991 : Hôpital central (General Hospital) (série télévisée) : Angela Eckert
- 1992 : Tequila et Bonetti (série télévisée) : Rose Benetti
- 1994 : Valley of the Dolls (série télévisée) : Bernice Stein
- 1995 : L'As de la crime (The Commish) (série télévisée) : Mary Scali
- 1995-1996 : Murder One (série télévisée) : Felicia Norell
- 1996 : Loïs et Clark : Les Nouvelles Aventures de Superman (Loïs & Clark: The New Adventures of Superman) (série télévisée) : Beverly Lipman
- 1997 : Les Anges du bonheur (Touched by an Angel) (série télévisée) : Charlotte Perkins
- 1999 : That Championship Season (téléfilm) : La mère de Claire
- 2000 : Sex and the City (série télévisée) : La plus vieille femme